# Chestiunea armeană
Termenul „Chestiunea armeană”, așa cum apare în istoria europeană, a devenit un element de discuție obișnuit în cercurile diplomatice și în presa populară după Congresul de la Berlin. Într-un mod asemănător cu Chestiunea Orientală, el se referă la implicarea puterilor europene în problema supușilor armeni din Imperiul Otoman, începând cu Războiul Ruso-Turc din 1877-1878. În termeni specifici, Chestiunea armeană se referă la protecția și libertăților fundamentale ale armenilor din comunitățile învecinate. „Chestiunea armeană” cuprinde o perioadă de 40 de ani a istoriei armeano-otomane, în contextul politicii engleze, germane și ruse între 1877-1914. Termenul „chestiunea armeană” este folosit adesea de armeni pentru a se referi la lipsa de recunoaștere de către Turcia a evenimentelor legate de Genocidul Armean. 

## Context
Începând de la mijlocul secolului al XIX-lea, Marile Puteri au început să se intereseze de tratamentul minorităților creștine din Imperiul Otoman și să facă presiuni tot mai mari pentru că otomanii să acorde drepturi egale pentru toți cetățenii săi. Ca urmare a reprimării violente a creștinilor în revoltele din Bosnia și Herțegovina, Bulgaria și Serbia în 1875, Marile Puteri au invocat prevederile Tratatului de la Paris din 1856, susținând că acestea le conferă autoritatea pentru a interveni în protejarea minorităților creștine din Imperiul Otoman. Pe la sfârșitul anilor 1870, grecii, împreună cu mai multe alte națiuni creștine din Balcani, frustrate de condițiile lor, au început, de mai multe ori cu ajutorul puterilor europene, să se elibereze de sub dominația otomană. Armenii au rămas, în mare parte, pasivi în cursul acestor ani, câștigând titlul de mei-am sadika sau „naționalitate loială”.
În 1827-1828, țarul Nicolae I a solicitat ajutor din partea armenilor persani în Războiul Ruso-Persan din 1826-1828, promițând că, după război, viețile lor se vor îmbunătăți. În 1828 rușii au declanșat Războiul Ruso-Turc din 1828-1829. În același an, Rusia a anexat Hanatul Erevanului, Hanatul Nahicevan și teritoriile rurale înconjurătoare prin Tratatul de la Turkmenchay. După Tratatul de la Turkmenchay, armenii care trăiau în continuare sub dominație persană au fost încurajați să emigreze în Armenia Rusă, iar 30.000 de armeni au urmat chemarea. Rusia a anexat părți semnificative din teritoriul ocupat de armeni. Potrivit recensământului rus din 1897, 1.127.212 armeni se aflau pe teritoriul Rusiei (Gubernia Erevan, 439.926; Gubernia Elisabethpol , 298.790; Regiunea Kars, 72.967, Gubernia Tiflis, 230.379, Gubernia Baku, 52.770; Gubernia Mării Negre, 6.223 Regiunea Daghestan, 1.652, Gubernia Kutaisi, 24.505). În aceeași perioadă (recensământul din 1896), numărul armenilor din Imperiul Otoman era de 1.095.889 (vilayetul Adana, 97.450 vilayetul Alep, 37.999; vilayetul Ankara, 94.298; vilayetul Bitlis, 131.300; vilayetul Bursa, 88.991; vilayetul Diyarbekir, 67.718; vilayetul Erzurum , 134.967; vilayetul Izmir, 15.105; vilayetul Izmit, 48.655; vilayetul Kastamonu, 2.647; vilayetul Mamure-ul-Azil, 79.128; vilayetul Sivas, 170.433; vilayetul Trapezunt , 47.200; vilayetul Van, 79.998) 
Pe măsură ce Rusia avansa către frontiera sa de sud, ea a devenit din ce în ce mai implicată în afacerile otomane. Rusia a fost un rol esențial în obținerea independenței României și Serbiei. Rusia și viața rusă i-a atras pe armeni. Mulți armeni au fost educați și au adoptat modul de viață rus. Rusia a fost, de asemenea, o cale a armenilor către Europa. Ea a preluat controlul asupra unei mari părți a armenilor și a devenit principala apărătoare a armenilor din Imperiul Otoman.

## Origine
Majoritatea armenilor locuiau în provinciile de la granița Rusiei. Prin Tratatul de la Adrianopol, Akhalkalak și Akhaltsikhe au fost cedate către Rusia. Acest lucru a determinat un val de emigrare, iar 25.000 de armeni otomani s-au mutat în Armenia Rusă. Armenii au început să se uite tot mai mult spre Imperiul Rus ca ultim garant al securității lor.
Mulți armeni din provinciile de est ale Imperiului Otoman, care trăiau sub o amenințarea necontrolată de violență și jaf din partea popoarelor vecine agresive, au salutat avansarea armatei ruse ca eliberatoare a lor. În ianuarie 1878, patriarhul armean de la Constantinopol Nerses al II-lea Varzhapetian a abordat conducerea rusă pentru a primi asigurări că Rusia va introduce dispoziții pentru auto-administrarea armeană în noul tratat de pace. 
În martie 1878, după încheierea Războiului Ruso-Turc (1877-1878), patriarhul armean de la Constantinopol, Nerses al II-lea Varzhaptian (1874-1884), a transmis către Marile Puteri plângerile armenilor față de "confiscarea abuzivă a terenurilor... convertirea forțată a femeilor și a copiilor, incendieri, șantaj pentru plata unor taxe de protecție, viol și crimă". Patriarhul Nerses Varjabedyan i-a convins pe ruși să introducă Articolul 16 al Tratatului de la San Stefano, care stipula că forțele ruse care ocupau provinciile populate cu armeni din estul Imperiului Otoman să se retragă numai după punerea integrală în aplicare a reformelor. Deși nu la fel de explicit, articolul 16 din Tratatul de la San Stefano prevedea: 
„Pe măsură ce evacuarea trupelor rusești a teritoriului pe care îl ocupă în Armenia, și care urmează să fie restituit Turciei, ar putea produce conflicte și complicații în detrimentul menținerii bunelor relații dintre cele două țări, Sublima Poartă s-a angajat să pună în vigoare, fără întârziere, îmbunătățirile și reformele cerute de necesitățile locale în provinciile locuite de armeni și să garanteze securitatea lor față de kurzi și cerchezi..”
În iunie 1878, Marea Britanie, cu toate acestea, a obiectat că Rusia ar deține un prea mare teritoriu otoman și a forțat-o să realizeze noi negocieri ce au avut loc la Congresul de la Berlin. Articolul 16 a fost modificat și estompat, iar toate mențiunile cu privire la staționarea trupelor ruse în provinciile otomane au fost eliminate. În schimb, guvernul otoman trebuia să informeze periodic Marile Puteri cu privire la progresul reformelor. În textul final al Tratatului de la Berlin, el a fost transformat în articolul 61, care prevedea: 
„Sublima Poartă se obligă să efectueze, fără întârziere, îmbunătățirile și reformele cerute de necesitățile locale în provinciile locuite de armeni și să garanteze securitatea lor împotriva cerchezilor și kurzilor. Ea va informa periodic puterile cu privire la măsurile luate în acest, iar puterile vor supraveghea aplicarea lor.”
Adunarea Națională Armeană și patriarhul Nerses Varjabedyan au cerut predecesorului său la scaunul patriarhal și viitorului catolicos Mkrtich Khrimian să prezinte cazul armenilor la Berlin. O delegație armeană condusă de Mkrtich Khrimian a călătorit la Berlin pentru a prezenta cazul armenilor dar, spre consternarea, nu a fost primit la negocieri. În urma negocierilor de la Berlin, în celebrul său discurs patriotic “The Paper Ladle”, Mkrtich Khrimian i-a sfătuit pe armeni să ia Renaștere națională a bulgarilor (Eliberarea Bulgariei) ca un model pentru speranțele lor de auto-determinare. În istoriografia bulgară, Eliberarea Bulgariei se referă la evenimentele din Războiul Ruso-Turc din 1877-1878 , care a condus la restabilirea statului suverna bulgar prin Tratatul de la San Stefano.

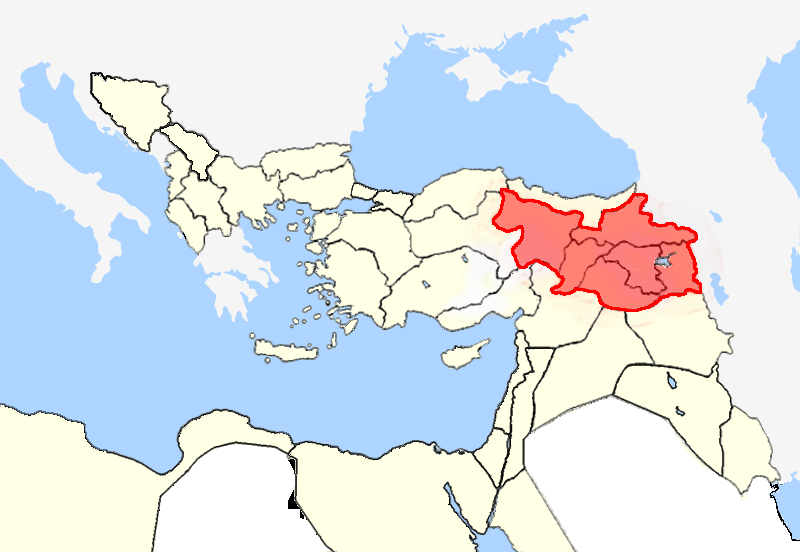
Cele șase provincii armene ale Imperiului Otoman

În 1880, armenii, încurajați mai ales de primul ministru Gladstone, au abordat problema armenească cu cuvintele, „A servi Armenia înseamnă a servi Civilizația”. Pe 11 iunie 1880 marile puteri au trimis Porții o "Notă identică", prin care au cerut aplicarea articolului 61. Aceasta a fost urmată pe 2 ianuarie 1881 de o "circulară britanică cu privire la Armenia", trimisă celorlalte puteri. 

## Programul de reformă armean
Programul de reformă armean din 11 mai 1895 a fost un set de reforme propuse de către Puterile Europene.

Diplomatul francez Victor Berard a scris: 
„După șase luni de masacre constante, în timp ce Europa a pretins că Chestiunea armeană a fost deja rezolvată, armenii au decis să arate Europei că Chestiunea armeană încă există și că acolo nu a mai existat nici un guvern otoman.”

## Pachetul de reforme armean
Pachetul de reforme armean a fost un plan de reformă elaborat de către puterile europene în 1912-1914 care prevedea crearea a două provincii plasate sub supravegherea a doi inspectori generali europeni. După cum s-a dovedit mai târziu, reformele nu au mai fost realizate. Constatând lipsa de progrese vizibile în îmbunătățirea situației dificile a comunității armene, mai mulți intelectuali armeni deziluzionați care trăiau în Europa și Rusia în anii 1880 și 1890 au decis să înființeze partide politice și societăți revoluționare care să lupte pentru obținerea unor condiții mai bune pentru compatrioții lor.

## Imagini de armeni masacrați

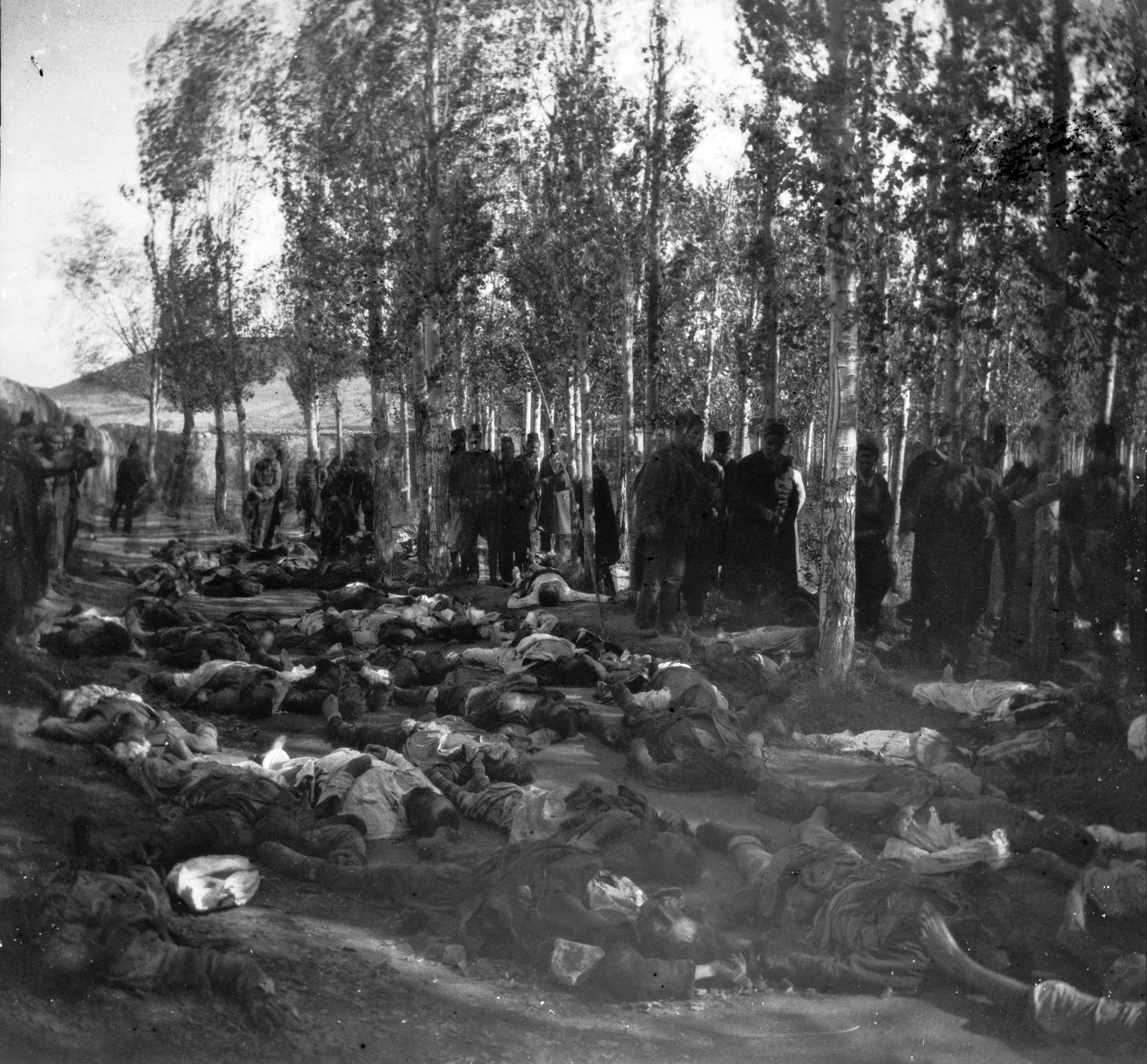
Masacrarea armenilor la Erzurum, 1895
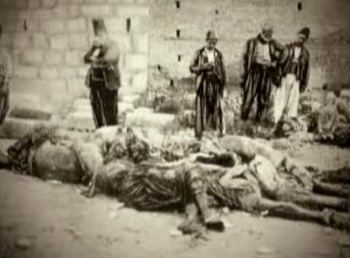
Masacrarea armenilor la Adana, 1908
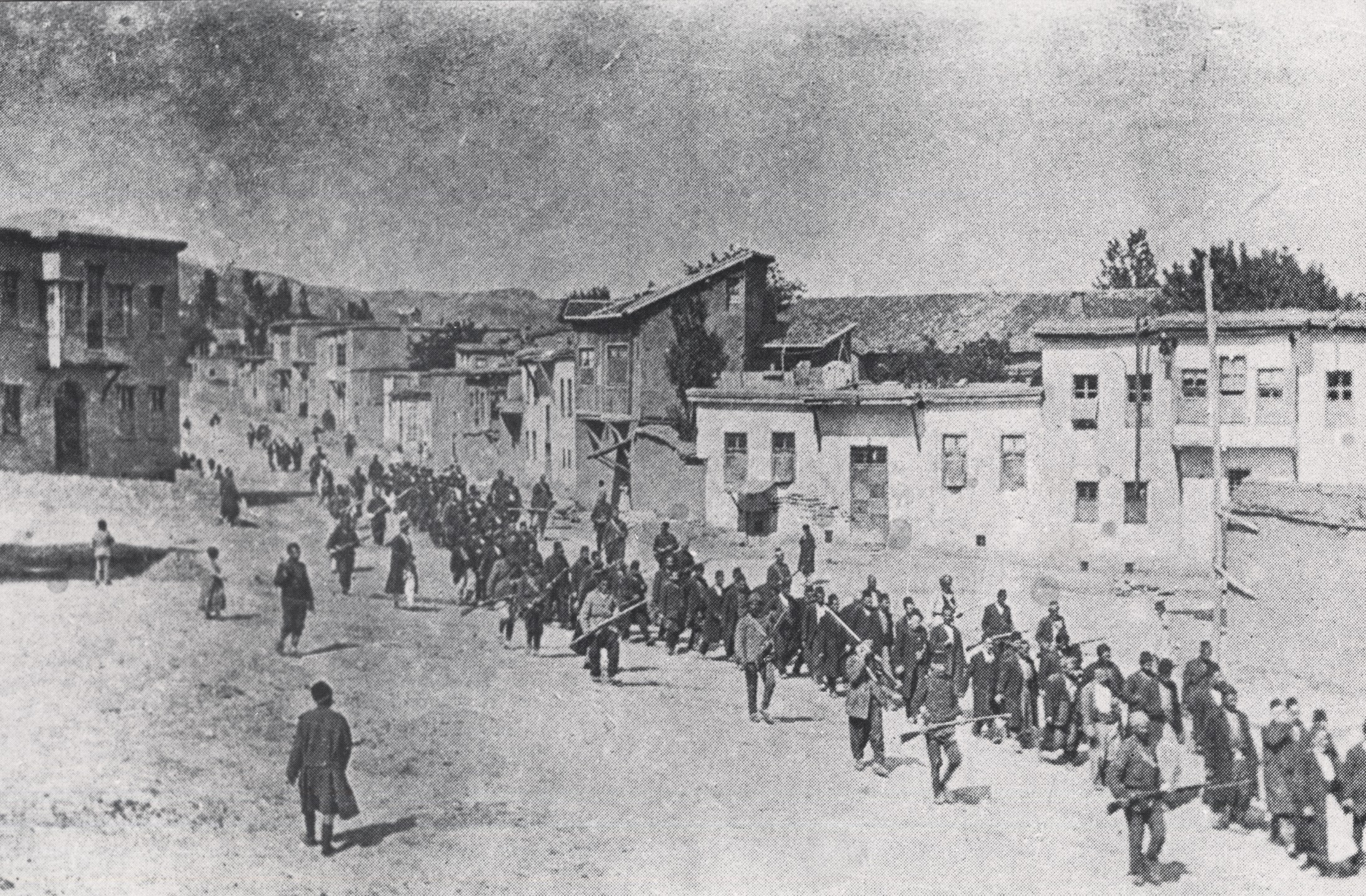
Genocidul armenilor în vilayetul Kharberd, 1915